# 呂西安·拉利耶站 (蒙特利爾地鐵)
呂西安·拉利耶站（法語：Station Lucien-L'Allier）位於加拿大魁北克省蒙特利爾市瑪利城區，是蒙特利爾地鐵2號線其中一個車站，服務蒙特利爾的中央商業區。

## 外部連結
- （法文）（英文）蒙特利爾交通局：呂西安·拉利耶站（页面存档备份，存于）（英文）（页面存档备份，存于）
- （法文）（英文）：呂西安·拉利耶站（页面存档备份，存于）（英文）（页面存档备份，存于），含有呂西安·拉利耶站的資訊、歷史、車站結構與藝術品資料。